# 最美紫蛱蝶
最美紫蛱蝶（学名：Sasakia pulcherrima），一种分布于中华人民共和国四川省的鳞翅目昆虫，隶属于蛱蝶科紫蛱蝶属。

## 形态特征
最美紫蛱蝶成虫双翅底色为黑色，基部具有蓝紫色闪光。雄蝶前翅正面端半部各翅室有窄长“V”字形灰白纹，被宽的外横阴影及亚缘线所切断；后翅正面亚缘区各翅室有2条灰白纹，臀角有红斑。前翅反面端半部同正面，中室基部有“V”字形黄白斑，中室端部2个及中室后3个蓝白斑排成弧形；后翅反面端半部与正面基本相同，基半部翅室灰白色，肩角有1个黑色圆点。